# Bike Aid
Bike Aid (Kod UCI: BAI) – niemiecka zawodowa grupa kolarska założona w 2012. Od 2014 znajduje się w dywizji UCI Continental Teams.

## Nazwa grupy w poszczególnych latach
| lata    | nazwa                  |
| ------- | ---------------------- |
| 2014    | Bike Aid-Ride for Help |
| 2015    | Bike Aid               |
| 2016    | Stradalli-Bike Aid     |
| od 2017 | Bike Aid               |

## Sezony

### 2024

#### Skład
| Skład drużyny 2024              | Skład drużyny 2024  | Skład drużyny 2024 | Skład drużyny 2024                                    |
| Imię i nazwisko                 | Data urodzenia      | Państwo            | Poprzednia grupa                                      |
| ------------------------------- | ------------------- | ------------------ | ----------------------------------------------------- |
| Máté Balázs                     | 28 lipca 2005       | Niemcy             |                                                       |
| Jonas Beck                      | 4 października 2004 | Niemcy             | Bike Aid (2023)                                       |
| Antoine Berlin                  | 2 sierpnia 1989     | Monako             | Team Vorarlberg (2023)                                |
| Léo Bouvier                     | 14 lutego 1998      | Francja            | Team Elite Restauration-Louault 89 (2021)             |
| Vinzent Dorn                    | 1 czerwca 1998      | Niemcy             | SV Kirchzarten (2022)                                 |
| Pirmin Eisenbarth               | 10 lipca 1995       | Niemcy             | BIKE AID Development (2022)                           |
| Yoel Habteab                    | 26 marca 2004       | Erytrea            | Eritel (2023)                                         |
| Leslie Lührs                    | 23 marca 2001       | Niemcy             | Team Lotto-Kern Haus (2023)                           |
| Oliver Mattheis                 | 24 kwietnia 1995    | Niemcy             | Embrace The World Cycling (2022)                      |
| Philip Meiser                   | 20 lutego 1992      | Niemcy             |                                                       |
| Anton Schiffer                  | 1 września 1999     | Niemcy             | BIKE AID Development (2023)                           |
| Dawit Yemane                    | 1 stycznia 1998     | Erytrea            |                                                       |
| Anton Lennemann (21 maj–31 gru) | 5 marca 2003        | Niemcy             | BIKE AID Südliche Weinstrasse Development Team (2024) |
|                                 |                     |                    |                                                       |
| Źródło: ProCyclingStats         |                     |                    |                                                       |

#### Zwycięstwa
| Zwycięstwa | Zwycięstwa                        | Zwycięstwa | Zwycięstwa | Zwycięstwa      | Zwycięstwa |
| Data       | Wyścig                            | Państwo    | Kategoria  | Zwycięzca       |            |
| ---------- | --------------------------------- | ---------- | ---------- | --------------- | ---------- |
| 4 kwi      | Tour of Mersin, 1. etap           | Turcja     | 2.2        | Dawit Yemane    |            |
| 30 sie     | Tour of Routhe Salvation, 1. etap | Turcja     | 2.2        | Vinzent Dorn    |            |
| 1 wrz      | Tour of Routhe Salvation, 3. etap | Turcja     | 2.2        | Oliver Mattheis |            |

### 2023

#### Skład
| Skład drużyny 2023                | Skład drużyny 2023 | Skład drużyny 2023 | Skład drużyny 2023                        |
| Imię i nazwisko                   | Data urodzenia     | Państwo            | Poprzednia grupa                          |
| --------------------------------- | ------------------ | ------------------ | ----------------------------------------- |
| Léo Bouvier                       | 14 lutego 1998     | Francja            | Team Elite Restauration-Louault 89 (2021) |
| Enzo Decker                       | 28 lipca 2003      | Niemcy             |                                           |
| Vinzent Dorn                      | 1 czerwca 1998     | Niemcy             | SV Kirchzarten (2022)                     |
| Pirmin Eisenbarth                 | 10 lipca 1995      | Niemcy             | BIKE AID Development (2022)               |
| Francis Juneau                    | 5 września 2000    | Kanada             | Premier Tech U23 Cycling Project (2022)   |
| Oliver Mattheis                   | 24 kwietnia 1995   | Niemcy             | Embrace The World Cycling (2022)          |
| Philip Meiser                     | 20 lutego 1992     | Niemcy             |                                           |
| Wesley Mol                        | 25 lutego 1999     | Holandia           | XSpeed United Continental (2021)          |
| Eric Muhoza                       | 1 stycznia 2002    | Rwanda             |                                           |
| Jasper Levi Pahlke (1 sty–31 sie) | 14 lipca 2002      | Niemcy             |                                           |
| Dawit Yemane                      | 1 stycznia 1998    | Erytrea            |                                           |
| Adrian Zuger                      | 31 grudnia 2001    | Niemcy             | BIKE AID Development (2022)               |
|                                   |                    |                    |                                           |
| Źródło: ProCyclingStats           |                    |                    |                                           |

### 2022

#### Skład
| Skład drużyny 2022                 | Skład drużyny 2022  | Skład drużyny 2022 | Skład drużyny 2022                        |
| Imię i nazwisko                    | Data urodzenia      | Państwo            | Poprzednia grupa                          |
| ---------------------------------- | ------------------- | ------------------ | ----------------------------------------- |
| Léo Bouvier                        | 14 lutego 1998      | Francja            | Team Elite Restauration-Louault 89 (2021) |
| Lucas Carstensen                   | 16 czerwca 1994     | Niemcy             | Embrace The World Cycling (2017)          |
| Jesse de Rooij                     | 5 stycznia 1999     | Holandia           |                                           |
| Enzo Decker                        | 28 lipca 2003       | Niemcy             |                                           |
| Halil İbrahim Doğan (1 sty–19 cze) | 6 października 2000 | Turcja             | Spor Toto Cycling Team (2021)             |
| Jesse Ewart                        | 31 lipca 1994       | Irlandia           | Team Sapura Cycling (2021)                |
| Nikodemus Holler                   | 4 maja 1991         | Niemcy             | Team Stuttgart (2014)                     |
| Salim Kipkemboi                    | 30 listopada 1998   | Kenia              | Kenyan Riders Downunder (2016)            |
| Julian Lino                        | 4 października 1995 | Francja            | CC Nogent-sur-Oise (2021)                 |
| Wesley Mol                         | 25 lutego 1999      | Holandia           | XSpeed United Continental (2021)          |
| Henok Mulubrhan (1 sty–31 mar)     | 11 listopada 1999   | Erytrea            | Team Qhubeka (2021)                       |
| Sebastian Niehues                  | 27 lipca 1999       | Niemcy             |                                           |
| Jasper Levi Pahlke                 | 14 lipca 2002       | Niemcy             |                                           |
| Matthias Schnapka(Przypis)         | 27 lipca 1980       | Niemcy             |                                           |
| Adne van Engelen                   | 16 marca 1993       | Holandia           | Global Cycling Team (2017)                |
| Dawit Yemane                       | 1 stycznia 1998     | Erytrea            |                                           |
|                                    |                     |                    |                                           |
| Źródło: ProCyclingStats            |                     |                    |                                           |

Przypis: Matthias Schnapka, koniec kariery

#### Zwycięstwa
| Zwycięstwa       | Zwycięstwa                             | Zwycięstwa | Zwycięstwa | Zwycięstwa       | Zwycięstwa |
| Data             | Wyścig                                 | Państwo    | Kategoria  | Zwycięzca        |            |
| ---------------- | -------------------------------------- | ---------- | ---------- | ---------------- | ---------- |
| 7 wrz            | Dookoła Rumunii, 1. etap               | Rumunia    | 2.1        | Lucas Carstensen |            |
| 16 wrz           | Tour de Serbie, 3. etap                | Serbia     | 2.2        | Dawit Yemane     |            |
| 17 września 2022 | Tour de Serbie, klasyfikacja generalna | Serbia     | 2.2        | Dawit Yemane     |            |
| 30 wrz           | Tour of Iran, 2. etap                  | Iran       | 2.1        | Lucas Carstensen |            |

### 2021

#### Skład
| Skład drużyny 2021                      | Skład drużyny 2021   | Skład drużyny 2021 | Skład drużyny 2021                               |
| Imię i nazwisko                         | Data urodzenia       | Państwo            | Poprzednia grupa                                 |
| --------------------------------------- | -------------------- | ------------------ | ------------------------------------------------ |
| Erik Bergström Frisk                    | 28 września 1999     | Szwecja            | Memil Pro Cycling (2019)                         |
| Lucas Carstensen                        | 16 czerwca 1994      | Niemcy             | Embrace The World Cycling (2017)                 |
| Jesse de Rooij                          | 5 stycznia 1999      | Holandia           |                                                  |
| Mekseb Debesay                          | 16 czerwca 1991      | Erytrea            | Dimension Data (2018)                            |
| Nikodemus Holler                        | 4 maja 1991          | Niemcy             | Team Stuttgart (2014)                            |
| Charles Kagimu                          | 15 września 1998     | Uganda             |                                                  |
| Salim Kipkemboi                         | 30 listopada 1998    | Kenia              | Kenyan Riders Downunder (2016)                   |
| Marco König                             | 1 lipca 1995         | Niemcy             | 0711/Cycling (2017)                              |
| Justin Wolf                             | 15 października 1992 | Niemcy             | Dauner D&DQ-Akkon (2017)                         |
| Adne van Engelen                        | 16 marca 1993        | Holandia           | Global Cycling Team (2017)                       |
| Matthias Schnapka                       | 27 lipca 1980        | Niemcy             |                                                  |
| Jasper Levi Pahlke                      | 14 lipca 2002        | Niemcy             |                                                  |
| Dawit Yemane (31 lip–31 gru)            | 1 stycznia 1998      | Erytrea            |                                                  |
| Azzedine Lagab (8 sie–31 gru)           | 18 września 1986     | Algieria           | Groupement Sportif des Pétroliers Algérie (2020) |
| Julian Lino (16 lip–31 gru)             | 4 października 1995  | Francja            | CC Nogent-sur-Oise (2021)                        |
| Luis Burghardt (1 sie–31 gru, stażysta) | 5 marca 2001         | Niemcy             |                                                  |
|                                         |                      |                    |                                                  |
| Źródło: UCI                             |                      |                    |                                                  |

#### Zwycięstwa
| Zwycięstwa | Zwycięstwa                         | Zwycięstwa           | Zwycięstwa | Zwycięstwa       | Zwycięstwa |
| Data       | Wyścig                             | Państwo              | Kategoria  | Zwycięzca        |            |
| ---------- | ---------------------------------- | -------------------- | ---------- | ---------------- | ---------- |
| 1 kwi      | Tour of Mevlana, 1. etap           | Turcja               | 2.2        | Justin Wolf      |            |
| 22 kwi     | Belgrad-Banja Luka, 1. etap        | Bośnia i Hercegowina | 2.1        | Justin Wolf      |            |
| 25 wrz     | Tour de Bretagne Cycliste, 6. etap | Francja              | 2.2        | Justin Wolf      |            |
| 1 gru      | Tour of Thailand, 1. etap          | Tajlandia            | 2.1        | Lucas Carstensen |            |
| 2 gru      | Tour of Thailand, 2. etap          | Tajlandia            | 2.1        | Lucas Carstensen |            |
| 4 gru      | Tour of Thailand, 4. etap          | Tajlandia            | 2.1        | Lucas Carstensen |            |
| 5 gru      | Tour of Thailand, 5. etap          | Tajlandia            | 2.1        | Lucas Carstensen |            |
| 6 gru      | Tour of Thailand, 6. etap          | Tajlandia            | 2.1        | Adne van Engelen |            |